# 維多利亞號

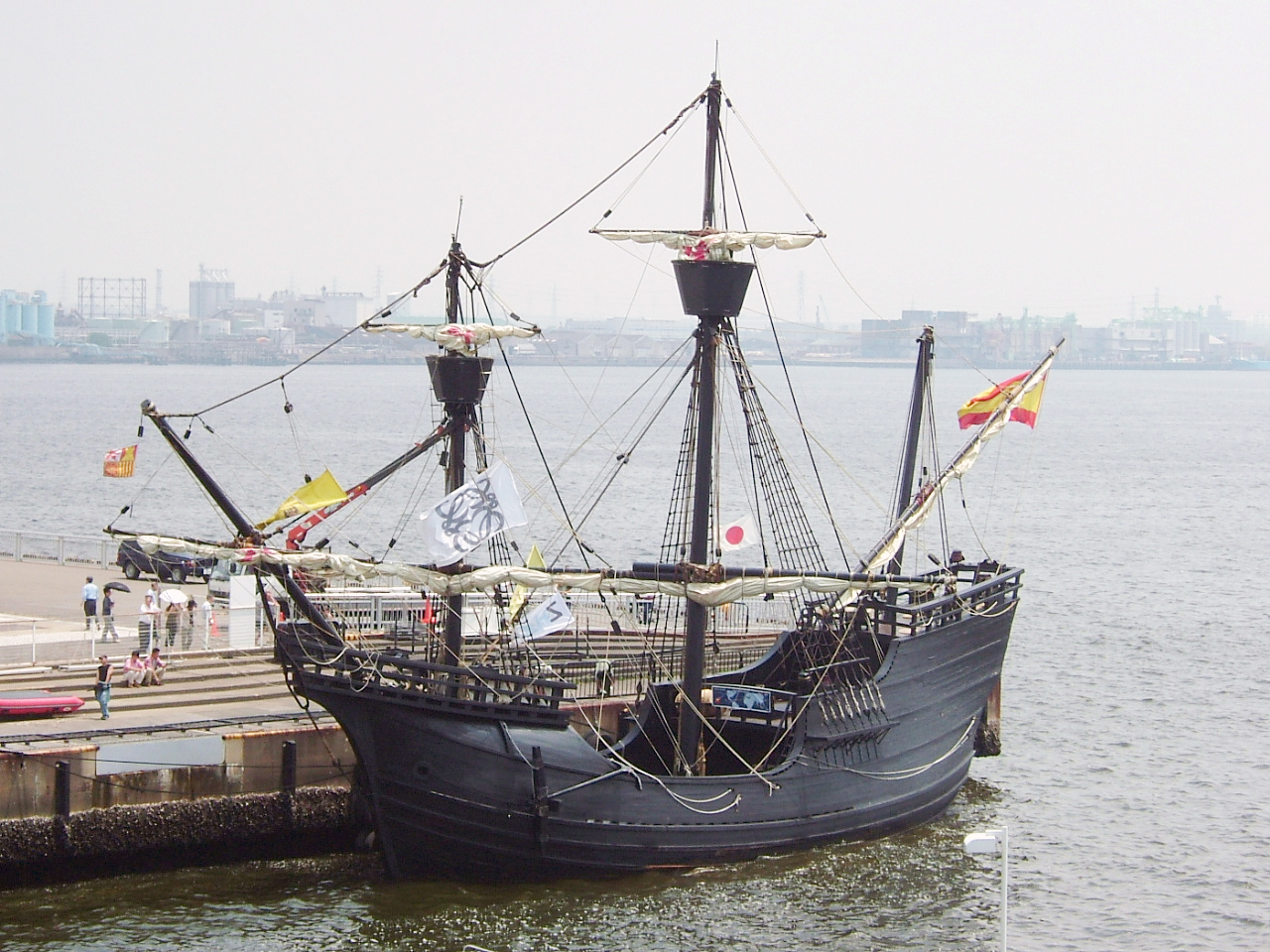
“维多利亚号”的複製品，建於1992年

维多利亚号（西班牙語：Victoria）是一艘西班牙的克拉克帆船，也是第一艘成功环绕世界的船。维多利亚号是由葡萄牙探险家斐迪南·麦哲伦指挥的一支西班牙探险队的一部分。探险于1519年8月10日开始，当时探险队有五艘船。然而，维多利亚号是唯一一艘完成航行的船，该船于1522年9月6日返回。这艘船建在西班牙翁达罗阿的一个造船厂。与其他四艘船一起，它被神圣罗马帝国皇帝查理五世给予麦哲伦。维多利亚号是一艘85吨重的船，船员42人。

其他四艘船是特立尼达号（110吨，船员55人）、圣安东尼奥号（120吨，船员60人）、康塞普西翁号（90吨，船员45人）和圣地亚哥号（75吨，船员32人）。 特立尼达号是麦哲伦的旗舰，康塞普西翁号和圣地亚哥号都被击毁或被凿沉；圣安东尼奥号在麦哲伦航行期间抛弃了探险队，并独自返回欧洲，最终只有维多利亚号上的18名船员返回塞维利亚。

## 复制品
该船的第一艘复制品建于1992年，由塞维利亚的维多利亚号基金会经营。

2006年，为了庆祝智利独立200周年纪念，来自蓬塔阿雷纳斯的一位企业家创立了一个项目，以建造维多利亚号的另一艘复制品。复制品最终于2011年完成。虽然无法在2010年庆祝智利独立200周年之前完成项目，但该项目的创建者获得了智利總統頒發的總統獎章。維多利亞號的複製品於2011年10月作為博物館(Museo Nao Victoria)在智利的蓬塔阿雷納斯向公眾開放。